# Лејктон (Индијана)
Лејктон (енгл. Laketon) насељено је место без административног статуса у америчкој савезној држави Индијана.

## Демографија
По попису из 2010. године број становника је 623.
| Група             | 2000.    | 2010.       |
| Белци             | 0 (0,0%) | 590 (94,7%) |
| Афроамериканци    | 0 (0,0%) | 9 (1,4%)    |
| Азијати           | 0 (0,0%) | 0 (0,0%)    |
| Хиспаноамериканци | 0 (0,0%) | 12 (1,9%)   |
| Укупно            | 0        | 623         |